# St. Joseph, Minnesota
St. Joseph är en ort i Stearns County i Minnesota. Vid 2020 års folkräkning hade St. Joseph 7 029 invånare.